# 熱化学水素製造
熱化学水素製造(ねつかがくすいそせいぞう、thermochemical cycle)とは、複数の化学反応を組み合わせることにより水を比較的穏やかな熱条件で酸素と水素に分解する工業プロセスである。いくつかプロセスが提案されて開発が進められている。

## 概説
水を直接分解するには2000℃以上の温度が必要となり、この温度を達成するのは非常に困難である。また、現在水素製造の方法として一般的な水蒸気改質等は化石燃料を消費することとなる。これに対し、ソルベー法のように複数の化学反応を組み合わせて目的の反応を達成する方法が FunkとReinstromによって1966年に提案された。
- １）水の電気分解では、熱を電気に変換する段階で50-70％のロスが発生し、電気分解の効率が90％でも27-45％の効率になる。だから、熱を直接水分解の化学反応に投入して発電ロスを省く目的
- ２）電気分解では反応速度が遅く、あまりにも沢山のセルが必要になりコストがかさむために、小さいプラントで高速反応で大量に水素を製造する目的で研究されている。

原子力による核熱の応用分野として研究が進んでいる。

## プロセスの例
- 銅 - 塩素サイクル

銅 - 塩素
- IS法（英語版）

ヨウ素 - 硫黄
- 酸化セリウム(IV) - 酸化セリウム(III)サイクル

CeO2 - Ce2O3
- Iron oxide cycle

- 亜鉛 - 酸化亜鉛サイクル

- UT-3プロセス

カルシウム - 鉄 - 臭素

## 応用分野
- 石油類というのは「炭化水素」油であるが、今後、石油火力の規制、自動車電化、ヒートポンプの普及で、石油需要は石油化学用ナフサ、ジェット燃料、漁船用A重油など、需要のほうは「水素分に富んだ軽質な炭化水素油」に偏るのに、産出のほうは石炭や「炭素に富んだ重質な炭化水素油」へ偏りそうである。
- また水素を単体で燃焼させるより、炭素分の多い燃料をナフサ、ジェット燃料、漁船用A重油(事実上軽油）に「軽質化」「白油化」（水素化分解）させる添加材として水素を使ったほうが少量の水素で多くの燃料が得られる。

- 重油の水素化分解によるナフサ、ジェット燃料、A重油生産
- オイルサンド油の水素化分解、オイルシェール油の水素化脱硫
- 石炭液化
- 漁船用　水素燃料電池用の蟻酸
- 将来炭酸ガスからメタノール、さらにモービル法によるガソリンを合成する副原料用水素

などが考えられている